# Haylie Ecker
Haylie Ecker (n. 9 octombrie 1975) este membră fondatoare a cvartetului de coarde Bond. Cântă la o vioară din 1751 J.B. Guadagnini.